# Banca del Piemonte
La Banca del Piemonte (BP) è un istituto di credito italiano con sede a Torino.
Attivo dal 1912, dispone di una rete di 39 filiali distribuite tra la città metropolitana di Torino e le province di Alessandria, Cuneo, Novara e Verbania, con una filiale extraregionale a Milano.

## Storia

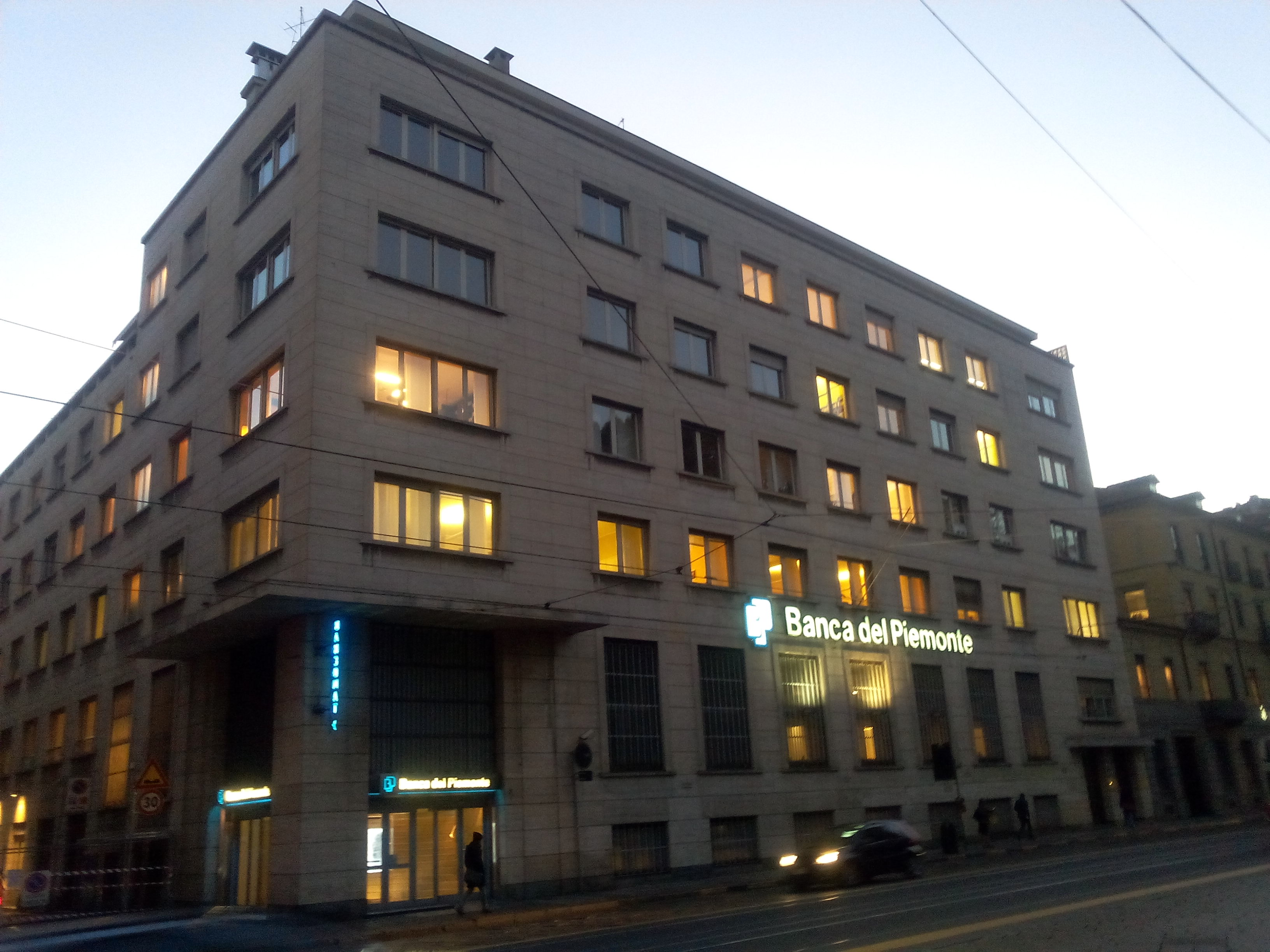
La sede centrale (su Via Cernaia)

L'istituto nasce a Torino nel 1912 con la denominazione di Banca Fondiaria Italiana, su iniziativa di alcune famiglie torinesi.
Nel 1925 diventa Banca Anonima di Credito. Negli anni che seguono il primo conflitto mondiale la banca fatica ad affermarsi e per sollevarne le sorti il 1º dicembre 1930 viene nominato amministratore delegato Camillo Venesio. Nel 1947, lo stesso Camillo Venesio fonda a Casale Monferrato, sua città d'origine, la Banca di Casale e del Monferrato. Sotto la sua guida le due banche vivono un periodo di progressivo sviluppo.
Il figlio Vittorio Venesio rafforza la crescita e lo sviluppo dei due istituti bancari e, alla fine degli anni '70, la Banca Anonima di Credito, che si era diffusa nelle zone industriali di Torino, incorpora la Banca di Casale e del Monferrato. Nel 1978 ha così origine la Banca del Piemonte.
Nipote dell'omonimo fondatore, Camillo Venesio è dal 1983 amministratore delegato e direttore generale della Banca del Piemonte.
Lo scrittore Alessandro Perissinotto ha celebrato il centenario con il romanzo Lo sguardo oltre l'orizzonte, giallo ambientato negli anni del dopoguerra (1947-1955) in cui si ritrovano, sullo sfondo, la banca, la famiglia Venesio e Torino in un periodo di forte trasformazione e rinascita.

## Attività
BP è presente sul territorio piemontese e lombardo con 39 filiali e offre i propri servizi sia a privati che ad aziende. Al 31 dicembre 2023 il CET 1 Ratio pari al 19,25%.
I dipendenti sono circa 500.